# Steve Morgan (Footballspieler)
Steve Morgan ist ein ehemaliger US-amerikanischer American-Football-Spieler auf der Position des Runningbacks.

## Karriere
Morgan spielte von 1981 bis 1984 College Football an der University of Toledo für die Toledo Rockets. In seiner ersten Saison gewann er mit den Rockets die Mid-American Conference, wozu er als Return Specialist beitrug. In seiner zweiten Saison erzielte er 598 Yards, in seiner dritten 630 Yards. In seiner letzten Saison erzielte er 1.137 Yards und zehn Touchdowns, wurde ins First-Team All-MAC gewählt und gewann mit den Rockets erneut die MAC. Zusätzlich führte er die National Collegiate Athletic Association mit 336 in Laufversuchen an. Im Anschluss verpflichteten ihn die Seattle Seahawks, welche ihn aber bereits am 19. August 1985 entließen. Im Anschluss spielte er eine Saison bei den Arizona Wranglers und Arizona Outlaws, welche ihn bereits im Januar 1985 in der vierten Runde des Entry Draft auswählten, in der United States Football League.